# Standardmodellen

Standardmodellens elementarpartiklar

Standardmodellen av partiklar och interaktioner; på översta raden fermioner, på mellersta raden de kraftförmedlande partiklarna, på nedersta raden Higgsbosonen.

Med standardmodellen inom partikelfysik avses den modell som beskriver de minsta partiklarna och deras interaktioner genom elektromagnetisk, stark och svag växelverkan med hjälp av kvantfältteori. Standardmodellen är en kvantmekanisk teori, men den är ingen heltäckande modell eftersom den inte innefattar gravitationskraften.
I Standardmodellen förenas den svaga och den elektromagnetiska kraften till en enda kraft, kallad den elektrosvaga kraften. Vid höga energier är den svaga och den elektromagnetiska kraften olika aspekter av samma kraft men vid lägre energier delar de upp sig i olika krafter. Detta sker genom så kallat spontant symmetribrott. Denna process (kallad Higgsmekanismen) ger också  vilomassa till de partiklar som har vilomassa.
Standardmodellen har visat sig framgångsrik i att förutse växelverkan mellan kvarkar och leptoner med stor noggrannhet. Den kan dock inte förklara vissa egenskaper hos partiklarna. Varför finns det till exempel tre generationer av kvarkar och leptoner? Varifrån kommer de olika partiklarnas massa? Varför är värdena på elementarladdningen och andra värden vad de är? Olika förklaringsmodeller har föreslagits, till exempel supersymmetri eller storförenade teorier.
Fysiker hoppas att det ska finnas en "teori om allt" som inbegriper både elektromagnetisk, svag och stark växelverkan samt gravitation, och som kan besvara de många frågor som standardmodellen inte kan besvara.

## Historik
Standardmodellen är resultatet av många oberoende upptäckter och teorier. Flera viktiga principer som Maxwells ekvationer och Lorentztransformationen beskrevs redan under 1800-talet tillsammans med elektronen (1894) och tidiga atommodeller. År 1900 förklarade Max Planck svartkroppsstrålningen genom att postulera att energin från en svartkropp förmedlades i ljuskvanta (fotoner), och räknas därmed som grundaren av kvantteorin. 1905 kom Albert Einstein med den speciella relativitetsteorin som etablerar principer om relativitet mellan observatörer i olika referenssystem, relationen mellan massa och energi (E = mc²), något som också ledde fram till den moderna beskrivningen av fotonen.
1917 beskrev Bohrs atommodell atomen som en positiv kärna sammansatt av protoner och neutroner med elektroner med kvantiserade energinivåer i banor runt atomkärnan. Ca tio år senare fick partikelfysiken många genombrott, med Erwin Schrödingers vågekvation (1926) som förklarar elektronens vågnatur, Wolfgang Paulis uteslutningsprincip (1926) som förklarar energinivåerna för en atoms elektroner genom spin-tal, Werner Heisenbergs obestämbarhetsrelation (1927) och Diracekvationen (1928) som är den relativistiska vågekvationen för elektroner. Diracekvationen är den första som kan räknas som en egentlig del av standardmodellen.
Viktiga bidrag på 1930-talet var betastrålning och postuleringen av neutrinon (Enrico Fermi) samt kvantelektrodynamiken, som bygger på Diracekvationen och blev färdigutvecklad på 1940-talet av Richard Feynman, Freeman Dyson, Julian Schwinger och Tomonaga Shinichirō. Den stora insatsen i vapenprogrammen under och efter andra världskriget gav tillgång till partikelacceleratorer med allt högre energi och ledde till upptäckten av en ständigt ökande mängd kortlivade, energirika partiklar. Under 1960-talet var behovet av en modell som kunde systematisera alla dessa observationer uppenbar. Murray Gell-Mann och George Zweig föreslog oberoende av varandra i mitten av 1960-talet att dessa partiklar var bundna tillstånd av tre mer fundamentala partiklar som Gell-Mann kallade kvarkar (enligt en rad i James Joyces roman Finnegans Wake: "Three quarks for muster Mark").
Till att börja med betraktades kvarkar mer som en ändamålsenlig matematisk modell än som verkliga partiklar. Men under 1960-talet gav en rad experiment med observation av till exempel partikelspridning bevis på att kvarkarna var verkliga partiklar. Vidare arbete gjorde att man mellan 1970 och 1973 kunde utveckla standardmodellen. De partiklar och växelverkningar som denna beskriver har senare bekräftats experimentellt. 
Sist i raden blev higgspartikeln som påträffades experimentellt i CERN först (2012) och belönade förslagsställarna Peter Higgs och François Englert med 2013 års nobelpris i fysik för den teoretiska upptäckten av en mekanism som bidrar till förståelsen av massans ursprung hos subatomära partiklar. Som tidigare påpekats är standardmodellen inte en helt fullständig beskrivning, då flera egenskaper såsom tröghet och själva higgsmekanismen fortfarande ligger utom det område som modellen beskriver.

## Grunder
Partiklar och krafter på kvantnivån har ofta ett beteende som inte är intuitivt, som endast kan bestämmas utifrån sina matematiska beskrivningar och verifieras experimentellt. Många av dessa egenskaper är svåra att beskriva i dagligt tal eller illustrera visuellt.
För partiklarna gäller våg-partikeldualiteten. Elementarpartiklarna kan å ena sidan ses som en våg som beskrivs av vågfunktionen {\displaystyle \psi (x,y,z,t)}. Lösningar till denna ges av Schrödingerekvationen och av Diracekvationen som även tar hänsyn till den speciella relativitetsteorin. De är differentialekvationer som beskriver energi i fyrdimensionell rumtid, och där {\displaystyle |\psi |^{2}} beskriver en sannolikhet för att finna partikeln i en viss punkt i rummet vid en given tid. Som partikel är de å andra sidan punktformade med en begränsning i noggrannheten för de egenskaper som kan bestämmas (till exempel position) givet av Heisenbergs obestämbarhetsrelation.
Tidigare sågs många av elementarpartiklarna endast som en matematisk formulering av kvanttillstånden. Med tiden stod det klart att partiklarna kan betraktas som reella objekt. Men de uppträder också som virtuella partiklar, som avges och upptas inom obestämbarhetsrelationens gränser. Krafter beskrivs med en virtuell växelverkanspartikel (till exempel gluon) som utsänds från en partikel och mottas av en annan, ofta med långt högre energi än någon av de reella partiklarna som deltar i växelverkan. En sådan partikel med energi E kommer att ha en livslängd Δt begränsad av Heisenbergs obestämbarhetsrelation:
{\displaystyle E\Delta t\leq {\frac {\hbar }{2}}}
Man räknar relativistiskt med att masslösa virtuella partiklar rör sig med ljusets hastighet, och tiden begränsar därför också räckvidden för kraftverkan till S = Δtc.
På samma sätt som för partiklar används olika namn ur vardagsspråket i beskrivningen av standardmodellen. Exempel är färg, spinn, upp, topp etc. som ursprungligen valdes utan någon annan betydelse än att de skulle vara lätta att komma ihåg. Man kan därmed förledas att tro att man intuitivt kan förstå hur dessa system uppför sig, något som ofta är långt ifrån verkligheten.
Ett viktigt mål inom fysiken är att egenskaperna ska kunna härledas från en grundläggande teori om allt där de enskilda lagar, massor, energinivåer etc. endast är specialfall och instanser av generella principer och där «Detaljer endast kan beräknas om situationen är tillräcklig enkel för att göra ett närmande, vilket sällan är fallet, men där vi ofta ändå i stort sett kan förstå vad som sker» (Richard Feynman). I detta avseende är standardmodellen ingen fullständig teori.